# Luis Enrique Fernández Marta
Luis Enrique Fernández Marta (Melo, Uruguay, 11 de marzo de 1953) es un docente y cineasta uruguayo.  

## Biografía
Tras pasar su infancia en su ciudad natal, donde cursó estudios primarios y secundarios, se traslada a Montevideo e ingresa al Instituto de Profesores Artigas, graduándose algunos años después.
Ya en los primeros años de su actividad docente sintió una fuerte atracción por explorar nuevas formas de expresión artística.  Genial dibujante y retratista, decidió incursionar en el cine experimental con un cortometraje para niños con animación, donde ya se advierte su talento creador. Camarógrafo, guionista, director de cine y profesor, alterna su actividad creativa con sus responsabilidades en el área de televisión educativa de Educación Secundaria.
Además actualmente se desempeña como docente de la licenciatura de lenguajes y medios audiovisuales que se desarrolla en Playa Hermosa, Piriápolis, Maldonado.
Su ópera prima, El baño del Papa, basada en un guion de su autoría y dirigida junto con César Charlone (candidato al Oscar por Ciudad de Dios), relata una historia real ocurrida en Melo cuando se supo que el Papa Juan Pablo II iba a visitar la ciudad.  Esa obra entrañable de excelente factura cinematográfica arrasó con más premios internacionales que ninguna otra película creada en el Uruguay.
Enrique Fernández sigue viviendo en Montevideo y, paralelamente a su prolífica actividad como guionista y docente, prepara nuevos proyectos cinematográficos.

## Premios y distinciones
Festival Internacional de Cine de San Sebastián
| Año  | Categoría         | Película         | Resultado |
| ---- | ----------------- | ---------------- | --------- |
| 2007 | Premio Horizontes | El baño del Papa | Ganador   |